# Списак дачких краљева
Следи списак краљева Дакије.
- Залмоксис — VI век п. н. е.
- Карнабон — V век п. н. е.
- Москон — III век п. н. е.
- Дромихет — III век п. н. е.
- Залмодегик — III век п. н. е.
- Рубобост — II век п. н. е.
- Орол — II век п. н. е.
- Ремакс — около 70 п. н. е.
- Диком — I век п. н. е.
- Ролес — I век п. н. е.
- Дапикс — I век п. н. е.
- Буребиста — 70 п. н. е. — 44 п. н. е.
- Комосик — 44 п. н. е. — 28.
- Скорило — 28. − 68.
- Дурас — 68. − 87.
- Децебал — 87. − 106.

106. године Дакија је постала римска провинција